# دودلي تشيس دينيسون
دودلي تشيس دينيسون هو محامي وسياسي أمريكي، ولد في 13 سبتمبر 1819 في رويالتون في الولايات المتحدة، وتوفي بنفس المكان في 10 فبراير 1905. نشط حزبياً في الحزب الجمهوري. وقد انتخب عضو مجلس نواب فيرمونت ‏ وانتخب عضو مجلس النواب الأمريكي ‏.